# شوشون ترنه
شوشون ترنه، یکی از شاهان از سلسله اوان که بعد از هیشور به حکومت رسید. سلسلهٔ اوان در حدود ۲۶۷۰ ق. م حوالی لرستان کنونی به وسیلهٔ پلی بنیانگذاری گردید و او دارای ۱۲ جانشین بوده‌است که پنجمین آنها شوشون ترنه بوده‌است که اطلاعات زیادی از او در دست نیست.